# Єлена Папарізу
Єлена Папарі́зу (грец. Έλενα Παπαρίζου, нар. 31 січня 1982 року, Бурос, Швеція, справжнє ім'я Елені Папарізопулу, грец. Ελένη Παπαριζοπούλου) — грецька співачка, переможниця пісенного конкурсу Євробачення 2005.

## Біографія
Єлена народилась у шведському місті Бурос в родині іммігрантів Єфросинії та Георгіса Папарізопулу. Батько Єлени народився в грецькому місті Волос, а мати родом з Кардиці. У неї також є брат Дінос та сестра Рита. З дитинства мала проблеми з диханням, страждає на астму. У 7 років почала грати на фортепіано, а в 13 вирішила стати співачкою. У 14 років вона вже була членом групи «Soul Funkomatic». Коли їй було 16, група розпалася, і Єлена вирішила поїхати з рідного дому, проте батьки їй заборонили.

### 1999—2003: Antique
1998 року коли 13 її друзів загинули на вечірці в Гетеборзі під час пожежі, вона знову попросила батьків про переїзд і знову отримала відмову. Втративши усіх своїх друзів, вона вирішила припинити співати. Проте 1999 року один з ді-джеїв попросив її записати демо-версію пісні «Opa-Opa». Оскільки слова пісні були написані для чоловіка, вона записала її разом з другом дитинства Нікосом Панайотідісом.
Після успішного релізу дебютного синглу «Opa-Opa» (який згодом отримав статус золотого) сімнадцятирічних Єлену та Нікоса об'єднуються у групу «Antique». Вони укладають контракт зі шведською компанією звукозапису Bonnier. Група стає популярною в Греції та на Кіпрі, виконуючи пісні у жанрі сучасної лаїки. 2001 року група представляла Грецію на пісенному конкурсі Євробачення 2001. З піснею «(I would) Die for you» дует посів 3 місце, що на той час було найбільшим успіхом для Греції на Євробаченні. Сингл з конкурсною піснею став платиновим, також був здійснений промо-тур багатьма країнами.

### 2003—2005: Сольна кар'єра, Protereotita і Євробачення 2005
Отримавши успіх у складі гурту, Єлена вирішила покинути його і почати сольну кар'єру. Від 2004 року вона почала постійно мешкати в Греції. Записавши альбом «Προτεραιότητα» 2004 року, Єлена багато виступала спільно із Сакісом Рувасом та Йоргосом Мазонакісом.
Згодом в ході національного відбору, який проводив телеканал ERT, співачка виборола право представляти Грецію на Євробаченні вдруге. В ході промо-туру Єлена вперше використала ім'я Helena, зваживши на його розповсюдженість у багатьох європейських мовах. Відтоді у міжнародних релізах її альбомів також використовується ім'я Helena, хоча сама співачка наголошує, що її ім'я грецькою насправді вимовляється Е́лена. Варто відзначити, що міністерство культури і туризму на чолі із Дімітрісом Аврамопулосом інвестувало у європейський промо-тур Папарізу 500 тисяч євро заради популяризації іміджу самої Греції.
Цього разу у Києві вона стала переможницею Євробачення 2005 із піснею «My Number One», набравши 230 балів. Греція відзначала свою першу перемогу на Євробаченні масовими святкуваннями на вулицях найбільших міст країни, в тому числі Афін. Єлену офіційно привітали міністр держави Теодорос Руссопулос та прем'єр-міністр Греції Костас Караманліс на офіційному прийомі у Мегаро Максіму.
14 липня 2005 року Єлена Папарізу удостоїлась честі взяти участь у гала-концерті з нагоди дня народження кронпринцеси Швеції Вікторії. Тоді ж співачку привітав король Швеції Карл XVI Густаф, під час чого трапився інцидент: король поклав руку на її спину нижче, аніж це дозволено етикетом. Пізніше Королівський Суд виніс вердикт про те, що рука монарха ненавмисно зіслизнула. Восени розпочався великий гастрольний тур усіма країнами Європи, які присудили Папарізу у фіналі 12 балів, а також Північною Америкою і Австралією спільно із Нікосом Куркулісом.

### 2006—2007: Iparhi Logos, The Game of Love і саундтреки

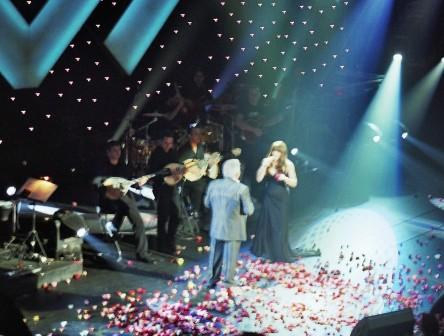
Спільний виступ із Пасхалісом Терзісом на Iera Odos 2006

В січні 2006 року Єлена Папарізу стала однією з 25 грецьких артистів, що взяли участь у благодійній кампанії «Έχω Τη Δυναμη» (укр. Я маю сили) Грецького товариства із боротьби з раком. 12 квітня 2006 року Єлена випустила свій другий сольний альбом грецькою мовою під назвою «Υπάρχη Λόγος», який пізніше став платиновим. Альбом, що вийшов на двох CD? включав 11 треків і пісню Mambo!, а також живий запис її концерту MAD Secret Concerts: Helena Paparizou. Три пісні були вийшли як сингли.
Альбом швидко очолив грецькі та кіпрські чарти, за перші сім місяців було продано понад 40 тисяч копій. 20 травня вона виступила на сцені Євробачення 2006, виконавши переможну My Number One на відкритті і Mambo! у інтервал-акті. У фіналі пісенного конкурсу Єлена Папарізу вручила нагороду переможцям — фінському гурту Lordi. Трохи пізніше сингл Mambo! вийшов у Швеції, де увійшов до національного Топ-5. Він також вийшов у Швейцарії, Польщі, Туреччиниі, Австрії, Іспанії, КНР, Японії, Канаді, Бельгії і США. 10 серпня сингл My Number One, що містить десять реміксів офіційно вийшов у США.
Дебютний альбом англійською мовою «The Game of Love» вийшов також і в Південній Америці. Шість пісень альбому були перекладені з грецької, а також ще шість пісень — написані спеціально для нового альбому. Пісня з нового альбому під назвою To All The Heroes стала гімном Чемпіонату Європи з легкої атлетики 2006 року.
В лютому 2007 року відбулося перевидання другого альбому «Iparhi Logos: Platinum Edition», до якого увійшли топ-хіт Mazi Sou, дві пісні, що послужили саундтреком до грецького телефільму «Mazi sou» виробництва каналу Mega Channel, а також пісня Min Fevgeis, яка посіла другу сходинку у національному чарті.

### 2008—2009: Vrisko To Logo Na Zo

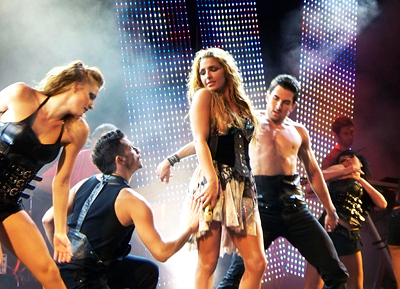
Концерт в підтримку альбому Vrisko To Logo Na Zo в Салоніках, 2008 рік

12 червня 2008 року вийшов третій сольний новий альбом Βρίσκω Το Λόγο Να Ζω. На його підтримку відбувся промо-тур великими грецькими містами. До альбому увійшли чотири сингли: перший сингл «Porta Gia Ton Ourano» вийшов 8 квітня; другий «I Kardia Sou Petra» — 2 червня, третій сингл «Pirotehnimata» — 22 грудня, останній четвертий сингл «Eisai I Foni» — 25 лютого 2009 року. Альбом став золотим в Греції через тиждень після релізу, а за три місяці здобув статус платинового в Греції та на Кіпрі. За підсумками року Vrisko To Logo Na Zo став другим за обсягами продажів музичним альбомом в Греції.
Також Єлена Папарізу здобула п'ять номінацій Mad Video Music Awards. Пісня To Fili Tis Zois була номінована в трьох категоріях: Найкраще поп-відео, Найкраща артистична гра і Найкраще відео виконавиці. Пісні Mazi sou і Zilia Monaksia, виконана в дуеті з Нікосом Аліагосом, номінована в категоріях Найкраща артистична гра і Найкращий дует відповідно. Зрештою співачка перемогла в номінаціях Найкраще відео і Співачка року.
Між тим 2 липня 2008 року в Каламаті розпочався національний гастрольний тур Папарізу під назвою Το πάρτυ αρχίζε, який тривав до 19 вересня 2008 року і закінчився в Афінах на сцені Theatro Vrahon. Цей фінальний концерт був записаний та виданий індивідуально та на DVD Vrisko To Logo Na Zo: Deluxe Edition . Провідний розважальний грецький телеканал Alpha TV показав концерт 30 грудня у передноворічній програмі. Наступне перевидання альбому містило новий хіт Tha 'Mai Allios.
В жовтні 2008 року Єлена записала свої перші шведськомовні пісні Allt jag vill та Genom krig och kärlek. Впродовж 2009 року співачка впродовж кількох місяців була зіркою № 1 в шоу Thalassa: People's Stage. Після тривалої перерви шоу відновили для Лукаса Йоркаса — учасника Євробачення 2011 від Греції. Тим часом співачка повернулась до участі у восьмому сезоні MAD Secret Concerts.
Наприкінці року співачка планувала провести зимові канікули із батьками та попрацювати над записом нового альбому, який мав би вийти 2009 року. Однак плани перервала раптова смерть батька 25 грудня — в день Різдва.

### 2010–2012: Giro Apo T' Oneiro і Greatest Hits & More, телебачення

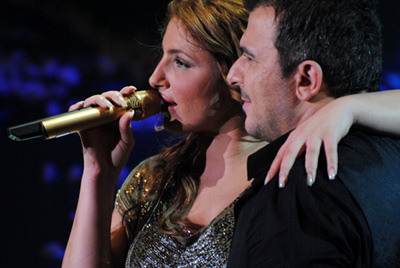
Спільний виступ із Антонісом Ремосом у Diogenis Studio 2 січня 2011 року

29 березня 2010 року, майже через рік після виходу синглу Tha 'Mai Allios, вийшов п'ятий студійний альбом Єлени Папарізу «Γύρω Από Τ' Όνειρο» (укр. Навколо мрії). Tha 'Mai Allios став першим синглом, що увійшов до альбому, пісню також використали у рекламній кампанії грецького безалкогольного напою IVI Frutea. Зі своїм новим альбом Єлена Папарізу була номінована у п'яти категоріях Mad Video Awards, перемогу здобула у двох з них: кліп на пісню Tha 'Mai Allios було визнано кліпом року, An Isouna Agapi — найсексуальнішим відео року. . На церемонії нагородження співачка виступила із піснями Dancing without music і Fisika Mazi в дуеті з Playmen та Onirama.
Другий сингл An Isouna Agapi вийшов 25 лютого, прем'єра пісні відбулася на радіо Dromos FM 24 лютого. 28 лютого 2010 року відбулося перед-слухання альбому, на яке могли попасти переможці СМС-конкурсу. Через місяць 28 березня разом з газетою RealNews вийшло звичайне видання альбому, а 29 березня Deluxe Edition альбому з'явилося на прилавках магазинів. Deluxe Edition відрізняється від звичайного видання тим, що містить трек Dancing without music і DVD з відео перед-слухання альбому, нарізку кадрів з фотосесії для обкладинки альбому. 20 травня 2010 року вийшов третій сингл альбому Psahno Tin Alitheia (укр. Шукаю правду), який також взяв участь у рекламі напоїв компанії Ivi. У кліпі знялися фани Єлени, що пройшли кастинг.
30 червня 2010 року в Петруполі стартував гастрольний тур Fisika Mazi Tour найбільшими містами Греції, у який Єлена Папарізу вирушила разом із гуртом Onirama. Перший афінський концерт відвідали понад 5 тисяч осіб, в тому числі і закордонних фанів співачки. 7 жовтня 2010 року вийшов четвертий сингл альбому Girna Me Sto Htes (укр. Поверни мене в минуле). Знімання кліпу відбулися в готелі Омонія. 27 жовтня відбулась прем'єра спільного шоу Єлени Папарізу з Антонісом Ремосом, від 29 жовтня до Великодня вони виступатимуть в афінському клубі Dieogenis studio. 7 листопада на відкритті музичного магазину Metropolis в The Mall Athens пройшла урочиста церемонія вручення платинового сертифікату в Греції альбому Giro Apo T' Oneiro, під час якої Єлена акапельно виконала пісню Girna Me Sto Htes.

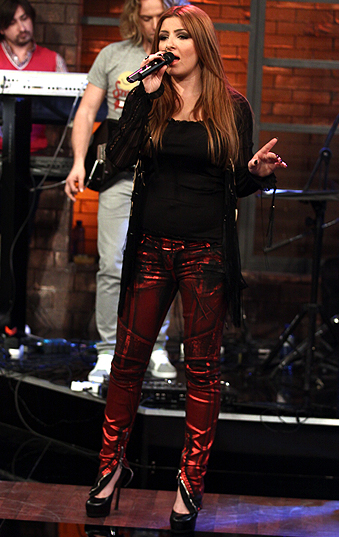
Єлена Папарізу виконує
пісню «Baby It's Over» в програмі
«Вечір із Петросом Костопулосом»,
7 квітня 2011 року

2 лютого 2011 року Єлена Папарізу серед інших восьми грецьких зірок взяла участь у благодійному музичному шоу «MADWalk», аналогу міжнародного «Fashion Rocks», де представила модельєра Апостолоса Мітропулоса і вперше виконала новий англомовний сингл «Baby It's Over», який увійшов у її потрійний альбом найкращих хітів «Greatest Hits & More».
У вересні 2011 року записано дует «Dari Dari» із Наною Мускурі (пісня увійшла у новий альбом Мускурі «Tragoudia Apo Ta Ellinika Nisia»). Пропозиції на серію зимових виступів співачка відхилила, натомість від у зимовому сезоні 2011—2012 вона виступала спільно із Яннісом Паріосом у салонікському клубі «Pili Axiou» від 18 листопада. Втім співпраця із двома шанованими зірками викликала неоднозначні відгуки серед критиків.
6 листопада 2011 Єлена Папарізу дебютувала у ролі журі шоу Танці на льоду на телеканалі ANT1. Відзнавичши, що її знання спорту дуже скромні, співачка пообіцяла не коментувати технічне виконання, а давати оцінку лише за враженням від виступу.
У грудні 2011 року відбувся реліз синглу «Mr. Perfect», а в січні 2012 року синглу «I Hate Myself for Loving You». Обидві нові пісні Папарізу виконала 2 лютого 2012 року на показі «MADWalk», представивши моделі Deux Hommes. У фіналі Melodifestivalen 2012 вона виконала кавер-версію пісні «Popular» Еріка Сааде — перший сингл, який вона випустила у Швеції за останні п'ять років.
Після дебюту на телебаченні Єлена Папарізу отримала пропозиції взяти участь у грецькій версії телешоу Танці з зірками, у тому числі як конкурсант. Зрештою співачка відмовилась, однак пристала на пропозицію змагатися у шведській версії Давайте потанцюємо у парі з Девідом Вотсоном. Спочатку пара вважалася основним претендентом на перемогу, однак вилетіла із шоу у третьому епізоді, посівши 9 сходинку серед десяти конкурсантів.

### 2013: Ti Ora Tha Vgoume?
2012 року записаний дует із Наташею Теодоріду «Λάθος Αγάπες». Крім того взимку 2012–2013 Папарізу, Теодоріду та Лефтеріс Пантазіс виступали зі спільною програмою в афінському клубі «Вотанікос». 3 червня 2013 року відбувся офіційний реліз шостого альбому співачки під назвою Ti Ora Tha Vgoume?. Напередодні презентації альбому у травні місяці вийшло одразу 3 сингли «Poso M'Aresei», «Ena Lepto» та цілком англомовний «Save Me (This Is An SOS)». 25 червня 2013 року на 10-й церемонії нагородження премії Mad Video Music Awards Єлена Папарізу здобула перемогу одразу в трьох номінаціях: Найкращий танцювальний відеокліп («All The Time» — Playmen feat. Папарізу та Courtney), Найкращий дует року (Папарізу та Courtney) та Найкращий виконавець року серед жінок.

## Дискографія

### Грецькомовні альбоми
- 2004: Προτεραιότητα
- 2006: Υπάρχει Λόγος
- 2008: Βρίσκω το Λόγο να Ζω
- 2010: Γύρω Από Τ' Όνειρο
- 2011: Greatest Hits & More
- 2013: Ti Ora Tha Vgoume?

### Англомовні альбоми
- 2005: My Number One
- 2006: The Game of Love

### Відео-альбоми
- 2005: Number One
- 2006: Mad Secret Concerts